# 冷面虎
《冷面虎》（英語：A Man Called Tiger）是1973年上映的一部香港電影，由罗维编剧以及执导，田俊、衣依等領銜主演。该电影主要讲述一个为了给父亲报仇，从而找到日本黑社会的故事。昆汀·塔伦蒂诺表明，该作品最多的地方是打斗戏。

## 劇情簡介
有一个人因为在调查中看到了一些不为人知的内幕后，于是被灭口，而后其儿子为了报仇，于是来到了日本，开始手刃杀死他父亲的人……

## 演员表
- 田丰
- 田俊
- 衣依
- 冈田可爱
- 李昆
- 王羽

## 備註
1. ↑  . Movies & TV Dept. The New York Times. 2015. （原始内容存档于2015-05-27）.
2. ↑  John Gonsalves. . Movies & TV Dept. The New York Times. 2015. （原始内容存档于2015-05-27）.
3. ↑  . rottentomatoes.com. 1972  [May 25, 2021]. （原始内容存档于2022-12-08）.
4. ↑  . letterboxd.com. 1973  [May 25, 2021]. （原始内容存档于2023-01-13）.
5. ↑  Tarantino, Quentin. . New Beverly Cinema. 24 December 2019. （原始内容存档于2020-07-05）.

## 相關連結
- 互联网电影数据库（IMDb）上《冷面虎》的资料（英文）
- 豆瓣电影上《冷面虎》的資料 （简体中文）
- 香港影庫上《冷面虎》的資料（繁體中文）